# Järpås landskommun
Järpås landskommun var en tidigare kommun i dåvarande Skaraborgs län.

## Administrativ historik
När kommunbegreppet infördes i samband med att 1862 års kommunalförordningar i Järpås socken i Kållands härad i Västergötland denna kommun.
I kommunen inrättades 21 februari 1919 Järpås municipalsamhälle. 
Vid kommunreformen 1952 bildade den storkommun tillsammans med Uvereds landskommun och Häggesleds landskommun. Den 1 januari 1969 upplöstes landskommunen och municipalsamhället och områdets delar fördes till Lidköpings stad som sedan 1971 blev Lidköpings kommun.
Kommunkoden var 1952-1968 1608.

### Kyrklig tillhörighet
I kyrkligt hänseende tillhörde kommunen Järpås församling. Den 1 januari 1952 tillkom Häggesleds församling och Uvereds församling.

## Geografi
Järpås landskommun omfattade den 1 januari 1952 en areal av 72,53 km², varav 72,14 km² land.

### Tätorter i kommunen 1960
I Järpås landskommun fanns tätorten Järpås, som hade 429 invånare den 1 november 1960. Tätortsgraden i kommunen var då 24,9 procent.

## Politik

### Mandatfördelning i Järpås landskommun 1938-1966
| 8 | 12 |

| 20 |

| 9 | 4 | 2 | 5 |

| 20 |

| 8 | 5 | 3 | 4 |

| 20 |

| 9 | 10 | 5 | 6 |

| 27 |

| 10 | 9 | 5 | 6 |

| 28 |

| 9 | 10 | 4 | 7 |

| 29 |

| 10 | 11 | 3 | 6 |

| 27 |

| 9 | 12 | 3 | 6 |

| 29 |

### Mandatfördelning i Järpås municipalsamhälle 1962-1966
| 10 | 3 | 3 | 4 |

| 20 |

| 10 | 5 | 2 | 3 |

| 20 |